# Gendarmerie de l'air
La Gendarmerie de l'air (letteralmente in italiano: Gendarmeria aerea) è l'unità della Gendarmerie nationale francese che protegge le basi aeree dell'Armée de l'air e che indaga su incidenti quando è coinvolto un aereo militare, sia che appartenga all'Aeronautica militare o a qualsiasi altra arma militare.
Non deve essere confusa con la più ampia Gendarmerie des transports aériens che fornisce sicurezza agli aeroporti civili e si occupa di incidenti dell'aviazione civile.
Ha una forza di 750 militari ed è comandata da un colonnello o da un generale.
È divisa in tre raggruppamenti, il Raggruppamento nord situato nella base aerea di Vélizy - Villacoublay, il Raggruppamento sud situato nella parte militare dell'aeroporto di Bordeaux-Mérignac e il Raggruppamento sicurezza nell'Hexagone Balard per il quale fornisce forze dell'ordine e servizi di sicurezza protettiva.
Entrambi i raggruppamenti Nord e Sud sono divisi in diverse brigate, ciascuna collegata a una base aerea.
La Gendarmerie de l'air è anche schierata in zone di guerra dove sono impegnate le unità dell'aviazione francese. Ad esempio, i Gendarmes de l'air sono stati schierati nella parte militare dell'aeroporto internazionale di Kabul.
Un Gerdarme de l'air può anche servire come Prevosto specializzato in indagini relative all'aviazione.